# 대한테니스협회
대한테니스협회(大韓테니스協會, Korea Tennis Association)은 테니스 보급 장려 및 기술, 국민체위 향상, 테니스인 상호 친목 도모를 목적으로 1945년 11월 26일 창설된 한국 테니스계를 대표하는 단체이다. 1994년 11월 8일 대한민국 문화체육관광부 소관의 사단법인으로 설립허가되었다. 대한체육회에 소속되어 있다.

## 주요 사업
- 각종 테니스대회 주관
- 테니스국제대회 파견과 초청
- 테니스선수 양성